# Бандерольний талер
Бандерольний талер (нім. Banderolentaler) — позначення різновиду рейхсталера 1662 і 1663, викарбуваного за правління імператора Священної Римської імперії, короля Угорщини та Богемії Леопольда I на монетному дворі Кремниці. Своєю назвою монета зобов'язана характерному оформленню кругових написів на аверсі та реверсі. Вони розташовані на стрічці, що зовні нагадує бандероль (паперову стрічку для пакування поштових відправлень).
На аверсі вміщено профіль монарха в лавровому вінку. На реверсі — двоголовий орел з мечем і скіпетром у пазурах, на його грудях — гербовий щит в орденському ланцюзі.
За своєю суттю бандерольні талери були рейхсталерами, які згідно з аугсбурзьким монетним статутом мали мати 1⁄9 кельнської марки чистого срібла. Це відповідало 29,23 г срібла 889 проби, або 25,98 г чистого срібла.